# Bouy-sur-Orvin
Bouy-sur-Orvin est une commune française, située dans le département de l'Aube en région Grand Est. Les habitants sont les Bouytains.

## Géographie
| Fontaine-Mâcon |                | Avant-lès-Marcilly |
|                | Bouy-sur-Orvin |                    |
| Traînel        |                | Soligny-les-Étangs |

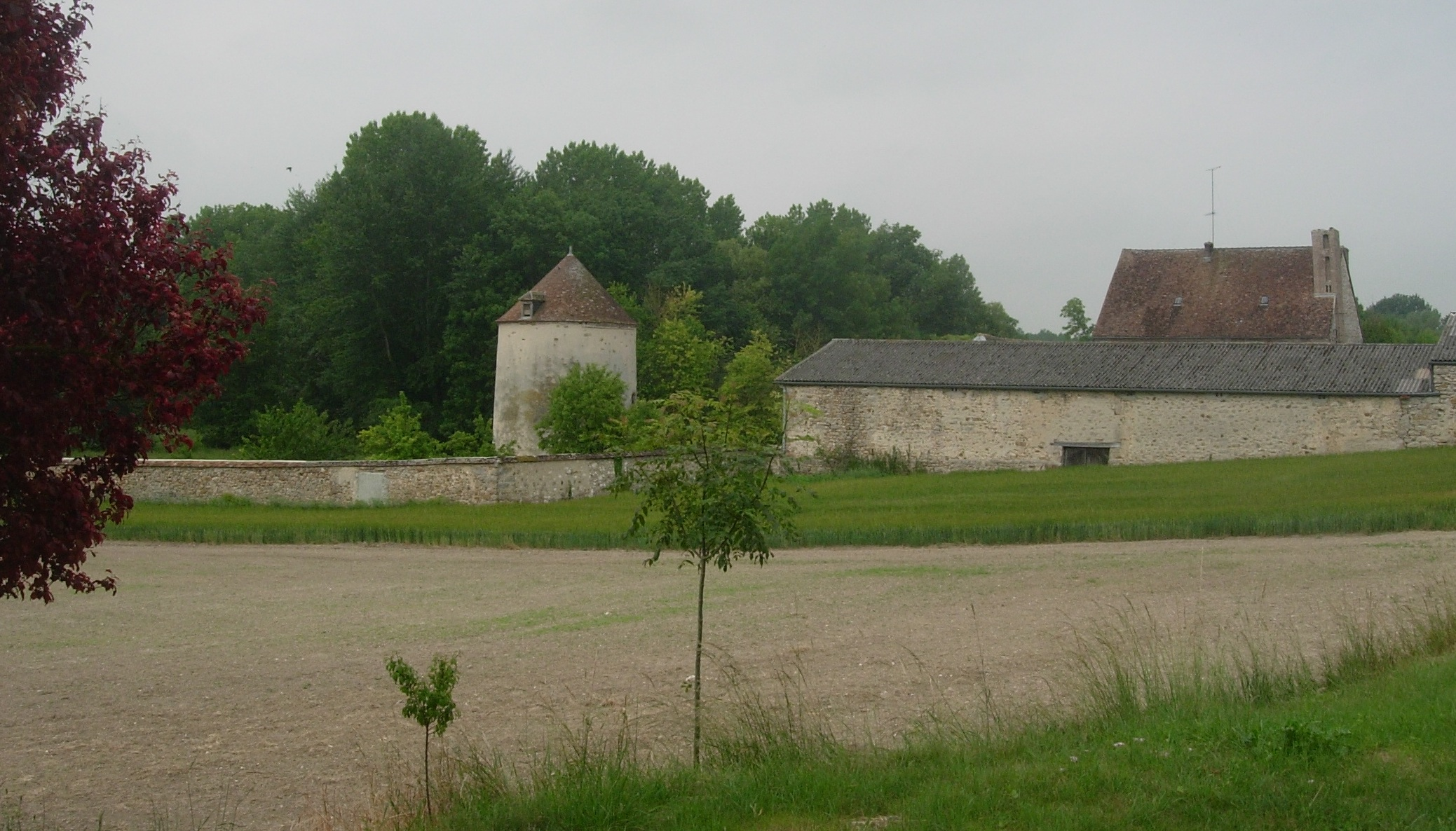
L'ancien château et son pigeonnier.

Ce village, à la limite de la Champagne crayeuse et du Nogentais se situe dans la vallée de l'Orvin. Cette diversité de régions naturelles se retrouve dans l'habitat. Les maisons sont en grès ou en brique comme dans la région de Nogent-sur-Seine mais la craie ou le silex sont parfois utilisés comme matériaux de construction.

### Hydrographie

#### Réseau hydrographique
La commune est dans la région hydrographique « la Seine de sa source au confluent de l'Oise (exclu) » au sein du bassin Seine-Normandie. Elle est drainée par l'Orvin,.
L'Orvin, d'une longueur de 38 km, prend sa source dans la commune de Saint-Lupien et se jette  dans la Seine à Villiers-sur-Seine, après avoir traversé douze communes.

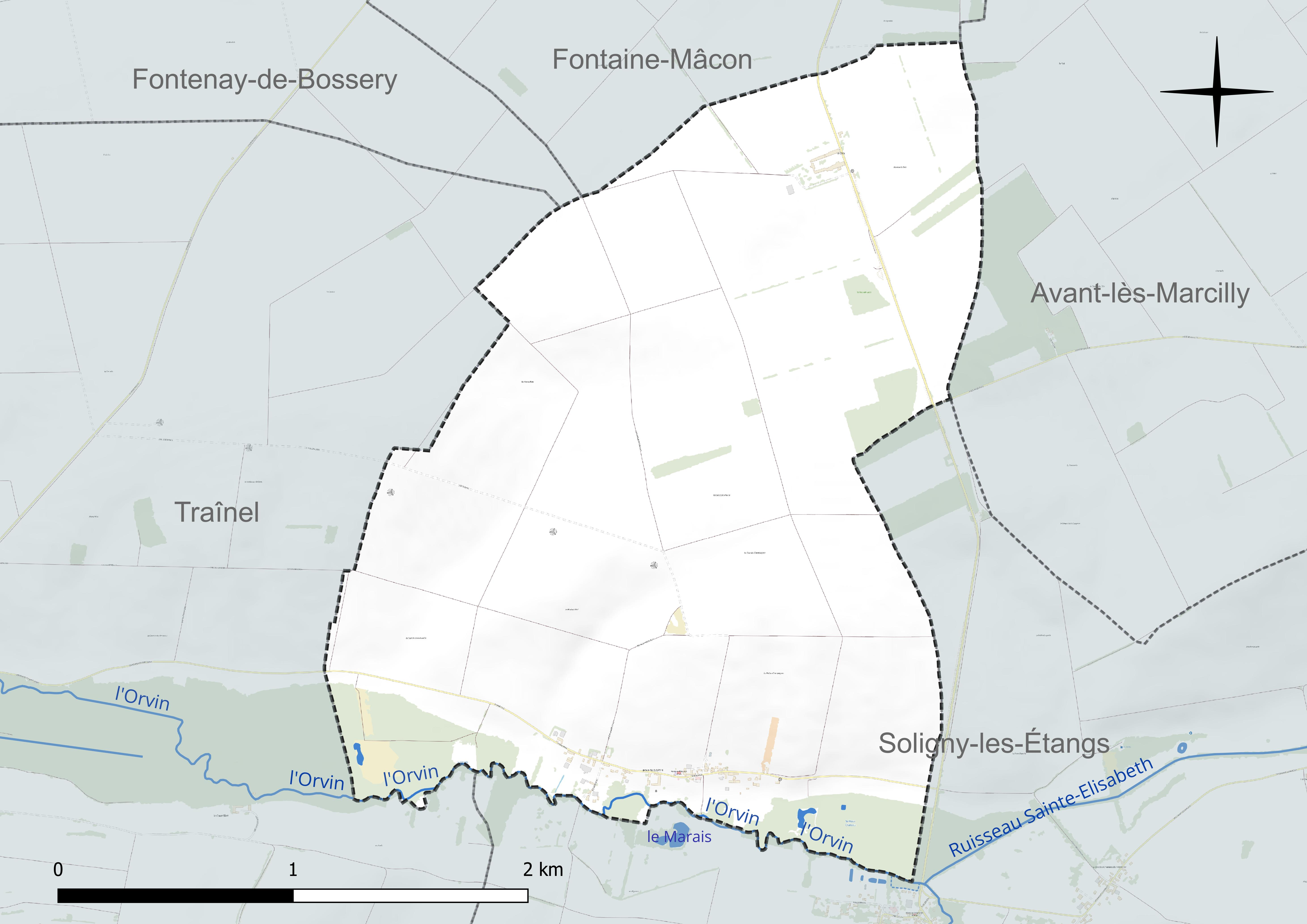
Réseau hydrographique de Bouy-sur-Orvin.

#### Gestion et qualité des eaux
Le territoire communal est couvert par le schéma d'aménagement et de gestion des eaux (SAGE) « Bassée Voulzie ». Ce document de planification concerne le territoire du bassin versant de l'Armançon qui s’étend sur 1 710 km2 et se répartit sur trois départements (l'Aube, l'Yonne et la Marne). Le périmètre a été arrêté le 2 septembre 2016, le diagnostic a été validé le 29 novembre 2022. La structure porteuse de l'élaboration et de la mise en œuvre est le Syndicat mixte ouvert de l’eau potable, de l’assainissement collectif, de l’assainissement non collectif, des milieux aquatiques et de la démoustication (SDDEA), dont le siège est à Troyes.
La qualité des cours d’eau peut être consultée sur un site dédié géré par les agences de l’eau et l’Agence française pour la biodiversité.

### Climat
Pour des articles plus généraux, voir Climat du Grand Est et Climat de l'Aube.
En 2010, le climat de la commune est de type climat océanique dégradé des plaines du Centre et du Nord, selon une étude du Centre national de la recherche scientifique s'appuyant sur une série de données couvrant la période 1971-2000. En 2020, Météo-France publie une typologie des climats de la France métropolitaine dans laquelle la commune est exposée à un climat océanique altéré et est dans la région climatique Nord-est du bassin Parisien, caractérisée par un ensoleillement médiocre, une pluviométrie moyenne régulièrement répartie au cours de l’année et un hiver froid (3 °C).
Pour la période 1971-2000, la température annuelle moyenne est de 10,7 °C, avec une amplitude thermique annuelle de 15,6 °C. Le cumul annuel moyen de précipitations est de 691 mm, avec 11,5 jours de précipitations en janvier et 7,7 jours en juillet. Pour la période 1991-2020, la température moyenne annuelle observée sur la station météorologique installée sur la commune est de 11,4 °C et le cumul annuel moyen de précipitations est de 635,9 mm. 
La température maximale relevée sur cette station est de 42,4 °C, atteinte le 25 juillet 2019 ; la température minimale est de −20,5 °C, atteinte le 17 janvier 1985,,.
| Mois                                  | jan.             | fév.           | mars           | avril         | mai           | juin            | jui.           | août           | sep.            | oct.            | nov.           | déc.             | année      |
| ------------------------------------- | ---------------- | -------------- | -------------- | ------------- | ------------- | --------------- | -------------- | -------------- | --------------- | --------------- | -------------- | ---------------- | ---------- |
| Température minimale moyenne (°C)     | 1,3              | 1,1            | 2,8            | 4,6           | 8,3           | 11,1            | 13,2           | 13,3           | 10,3            | 7,8             | 4,3            | 2                | 6,7        |
| Température moyenne (°C)              | 3,9              | 4,5            | 7,5            | 10,3          | 14            | 17,2            | 19,8           | 19,6           | 16              | 12              | 7,3            | 4,6              | 11,4       |
| Température maximale moyenne (°C)     | 6,5              | 7,9            | 12,2           | 16            | 19,7          | 23,4            | 26,3           | 26             | 21,6            | 16,2            | 10,4           | 7,1              | 16,1       |
| Record de froid (°C) date du record   | −20,5 17.01.1985 | −19 14.02.1956 | −13,7 01.03.05 | −5,5 08.04.03 | −2 07.05.1957 | −0,3 04.06.1991 | 3,8 01.07.1962 | 2,2 26.08.1993 | −0,8 18.09.1977 | −4,6 19.10.09   | −12,2 30.11.10 | −18,2 31.12.1970 | −20,5 1985 |
| Record de chaleur (°C) date du record | 16,1 01.01.23    | 21 28.02.1960  | 27 25.03.1955  | 32 16.04.1949 | 34 28.05.1954 | 38 28.06.11     | 42,4 25.07.19  | 39,9 12.08.03  | 35 01.09.1961   | 29,5 01.10.1985 | 22,6 07.11.15  | 18 04.12.1953    | 42,4 2019  |
| Précipitations (mm)                   | 48               | 45,3           | 44,2           | 49            | 59,3          | 57              | 50,1           | 58,5           | 49,5            | 61,4            | 54,4           | 59,2             | 635,9      |

| Diagramme climatique                                  |            |             |         |             |            |              |            |              |             |             |          |
| J                                                     | F          | M           | A       | M           | J          | J            | A          | S            | O           | N           | D        |
| 6,51,348                                              | 7,91,145,3 | 12,22,844,2 | 164,649 | 19,78,359,3 | 23,411,157 | 26,313,250,1 | 2613,358,5 | 21,610,349,5 | 16,27,861,4 | 10,44,354,4 | 7,1259,2 |
| Moyennes : • Temp. maxi et mini °C • Précipitation mm |            |             |         |             |            |              |            |              |             |             |          |

Les paramètres climatiques de la commune ont été estimés pour le milieu du siècle (2041-2070) selon différents scénarios d'émission de gaz à effet de serre à partir des nouvelles projections climatiques de référence DRIAS-2020. Ils sont consultables sur un site dédié publié par Météo-France en novembre 2022.

## Urbanisme

### Typologie
Au 1er janvier 2024, Bouy-sur-Orvin est catégorisée commune rurale à habitat très dispersé, selon la nouvelle grille communale de densité à 7 niveaux définie par l'Insee en 2022.
Elle est située hors unité urbaine. Par ailleurs la commune fait partie de l'aire d'attraction de Nogent-sur-Seine, dont elle est une commune de la couronne,. Cette aire, qui regroupe 19 communes, est catégorisée dans les aires de moins de 50 000 habitants,.

### Occupation des sols
L'occupation des sols de la commune, telle qu'elle ressort de la base de données européenne d’occupation biophysique des sols Corine Land Cover (CLC), est marquée par l'importance des territoires agricoles (94,1 % en 2018), une proportion identique à celle de 1990 (94,1 %). La répartition détaillée en 2018 est la suivante : 
terres arables (89,4 %), forêts (5,9 %), prairies (4,6 %). L'évolution de l’occupation des sols de la commune et de ses infrastructures peut être observée sur les différentes représentations cartographiques du territoire : la carte de Cassini (XVIIIe siècle), la carte d'état-major (1820-1866) et les cartes ou photos aériennes de l'IGN pour la période actuelle (1950 à aujourd'hui).

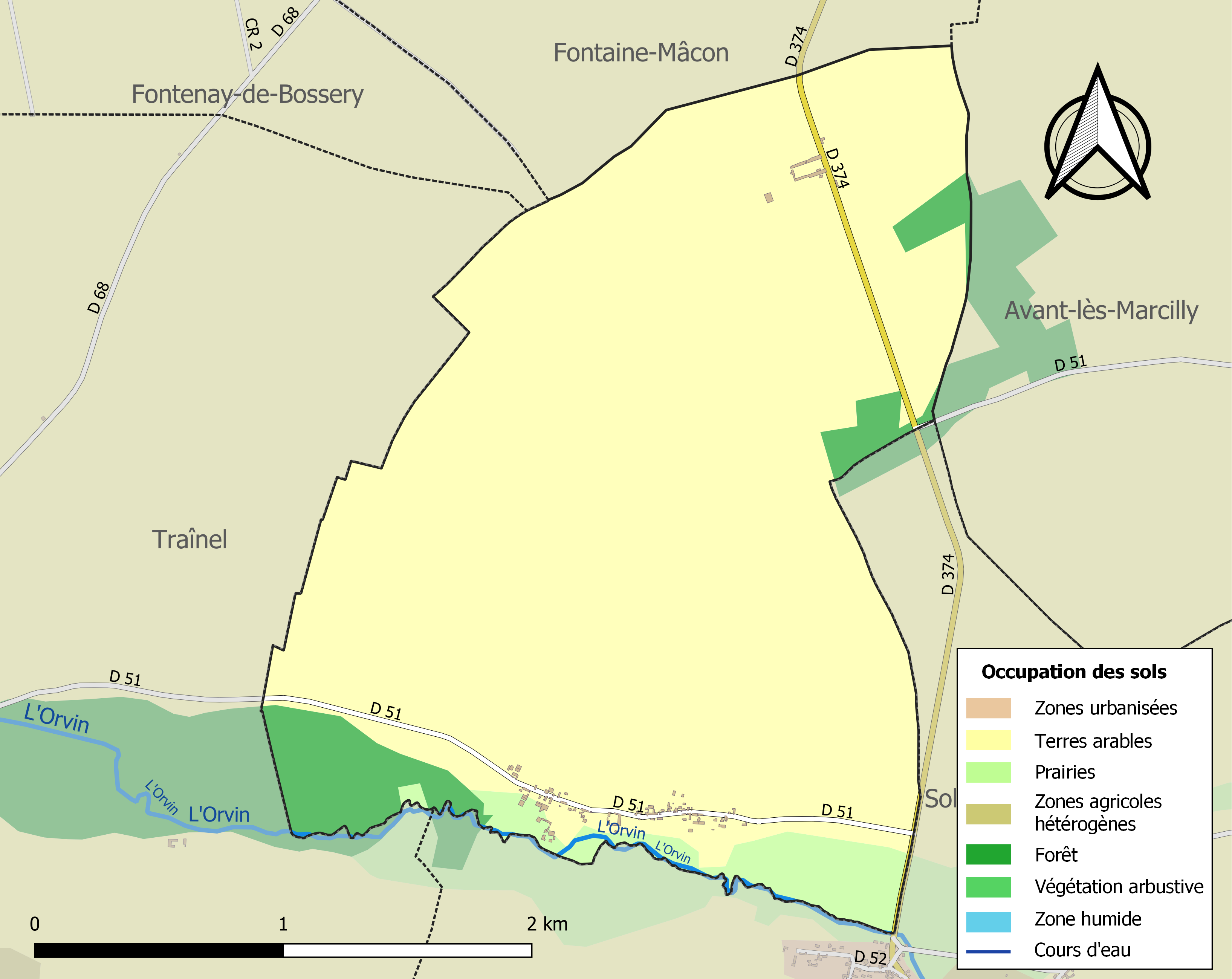
Carte des infrastructures et de l'occupation des sols de la commune en 2018 (CLC).

## Histoire
La photo n'est pas l'ancien château ; mais la ferme du château son nom viendrait du fait qu'elle aurait été construite avec les pierres du château situé lieudit le vieux chateau à 800 m de là !

## Politique et administration
| Période                                  | Période   | Identité                                     | Étiquette | Qualité     |
| ---------------------------------------- | --------- | -------------------------------------------- | --------- | ----------- |
| mars 2001                                | mars 2008 | Claude Jerome                                |           |             |
| mars 2008                                | En cours  | Michel Jerome Réélu pour le mandat 2020-2026 | LR        | Agriculteur |
| Les données manquantes sont à compléter. |           |                                              |           |             |

## Démographie
L'évolution du nombre d'habitants est connue à travers les recensements de la population effectués dans la commune depuis 1793. Pour les communes de moins de 10 000 habitants, une enquête de recensement portant sur toute la population est réalisée tous les cinq ans, les populations de référence des années intermédiaires étant quant à elles estimées par interpolation ou extrapolation. Pour la commune, le premier recensement exhaustif entrant dans le cadre du nouveau dispositif a été réalisé en 2004.

En 2022, la commune comptait 54 habitants, en évolution de −6,9 % par rapport à 2016 (Aube : +0,7 %, France hors Mayotte : +2,11 %).
| 1793 | 1800 | 1806 | 1821 | 1831 | 1836 | 1841 | 1846 | 1851 |
| ---- | ---- | ---- | ---- | ---- | ---- | ---- | ---- | ---- |
| 107  | 111  | 101  | 114  | 110  | 117  | 130  | 150  | 121  |

| 1856 | 1861 | 1866 | 1872 | 1876 | 1881 | 1886 | 1891 | 1896 |
| ---- | ---- | ---- | ---- | ---- | ---- | ---- | ---- | ---- |
| 134  | 135  | 118  | 124  | 160  | 124  | 117  | 103  | 111  |

| 1901 | 1906 | 1911 | 1921 | 1926 | 1931 | 1936 | 1946 | 1954 |
| ---- | ---- | ---- | ---- | ---- | ---- | ---- | ---- | ---- |
| 121  | 109  | 108  | 106  | 120  | 115  | 127  | 127  | 120  |

| 1962 | 1968 | 1975 | 1982 | 1990 | 1999 | 2004 | 2006 | 2009 |
| ---- | ---- | ---- | ---- | ---- | ---- | ---- | ---- | ---- |
| 104  | 92   | 73   | 64   | 56   | 56   | 66   | 69   | 59   |

| 2014 | 2019 | 2022 | - | - | - | - | - | - |
| ---- | ---- | ---- | - | - | - | - | - | - |
| 60   | 53   | 54   | - | - | - | - | - | - |

## Culture locale et patrimoine

### Lieux et monuments
- Église Saint-Aventin de Bouy-sur-Orvin
- Chapelle dédiée à Alfred Boucher
- Pigeonnier
- Vallée de l'Orvin
- Autrefois, un dolmen et un menhir existaient sur le territoire de la commune mais ils ont été détruits au cours du XIXe siècle[22].

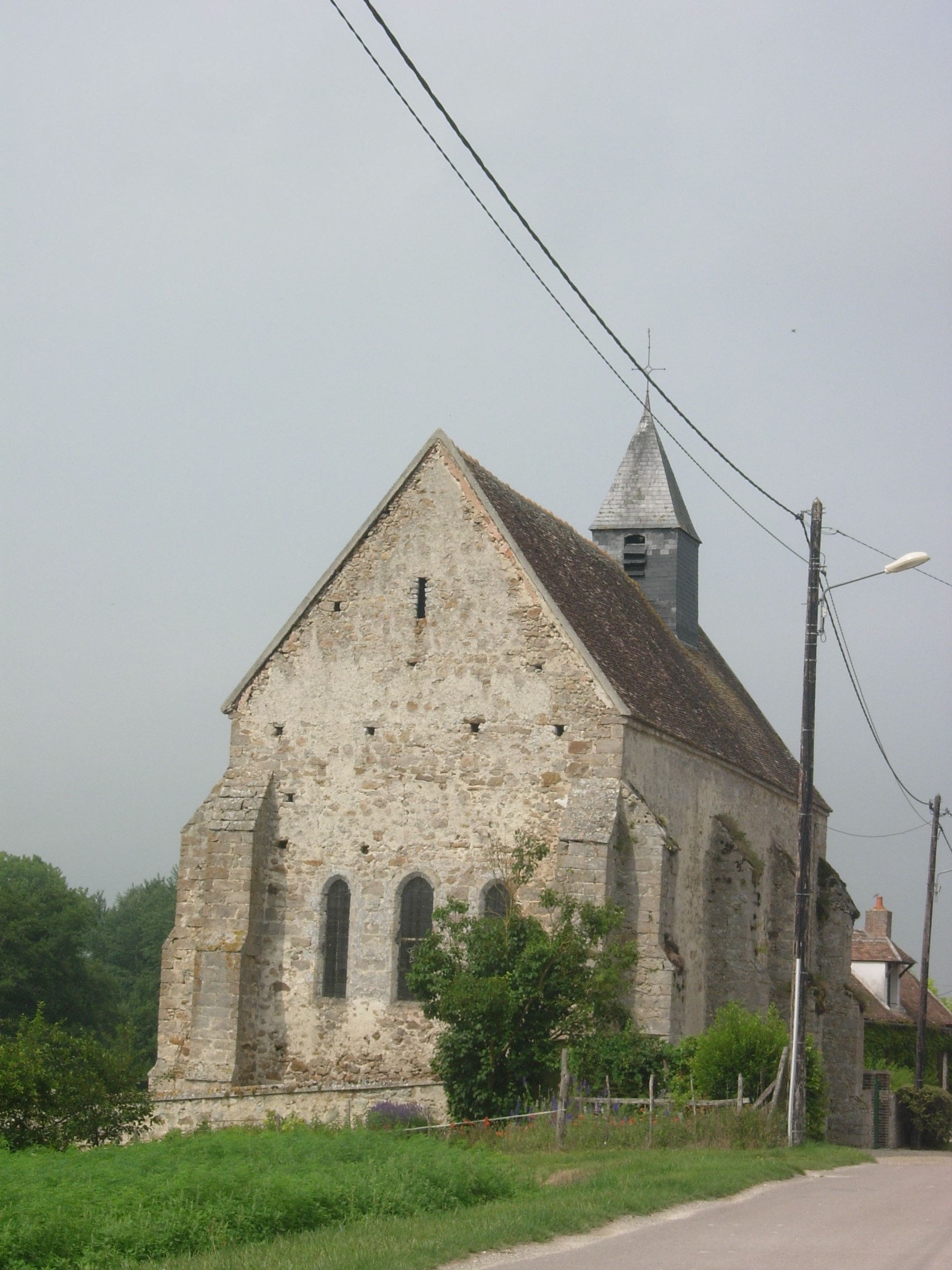
L'église de Bouy-sur-Orvin.
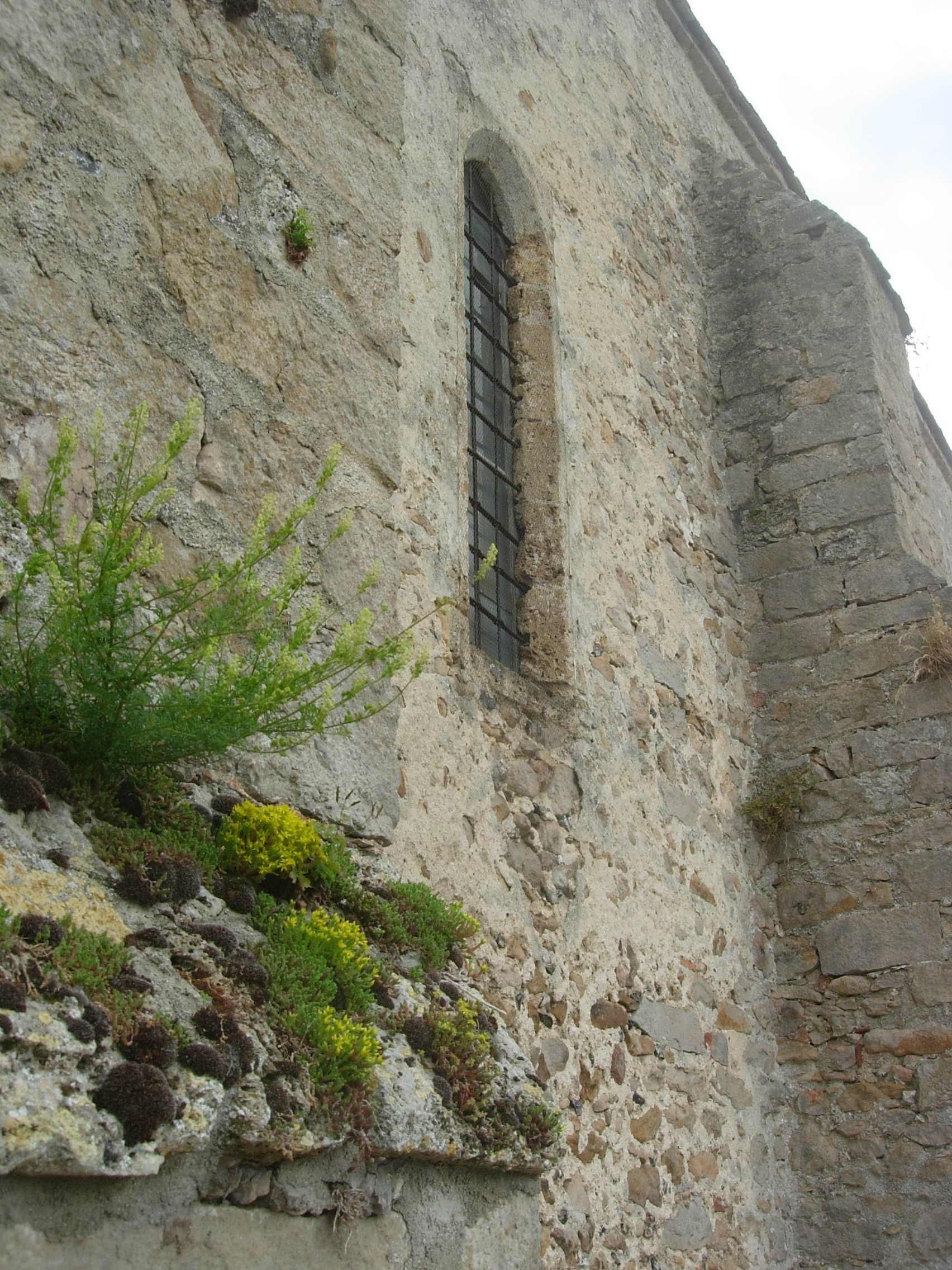
Mur de l'église présentant des ouvertures étroites typiques des églises du XIIIe siècle.
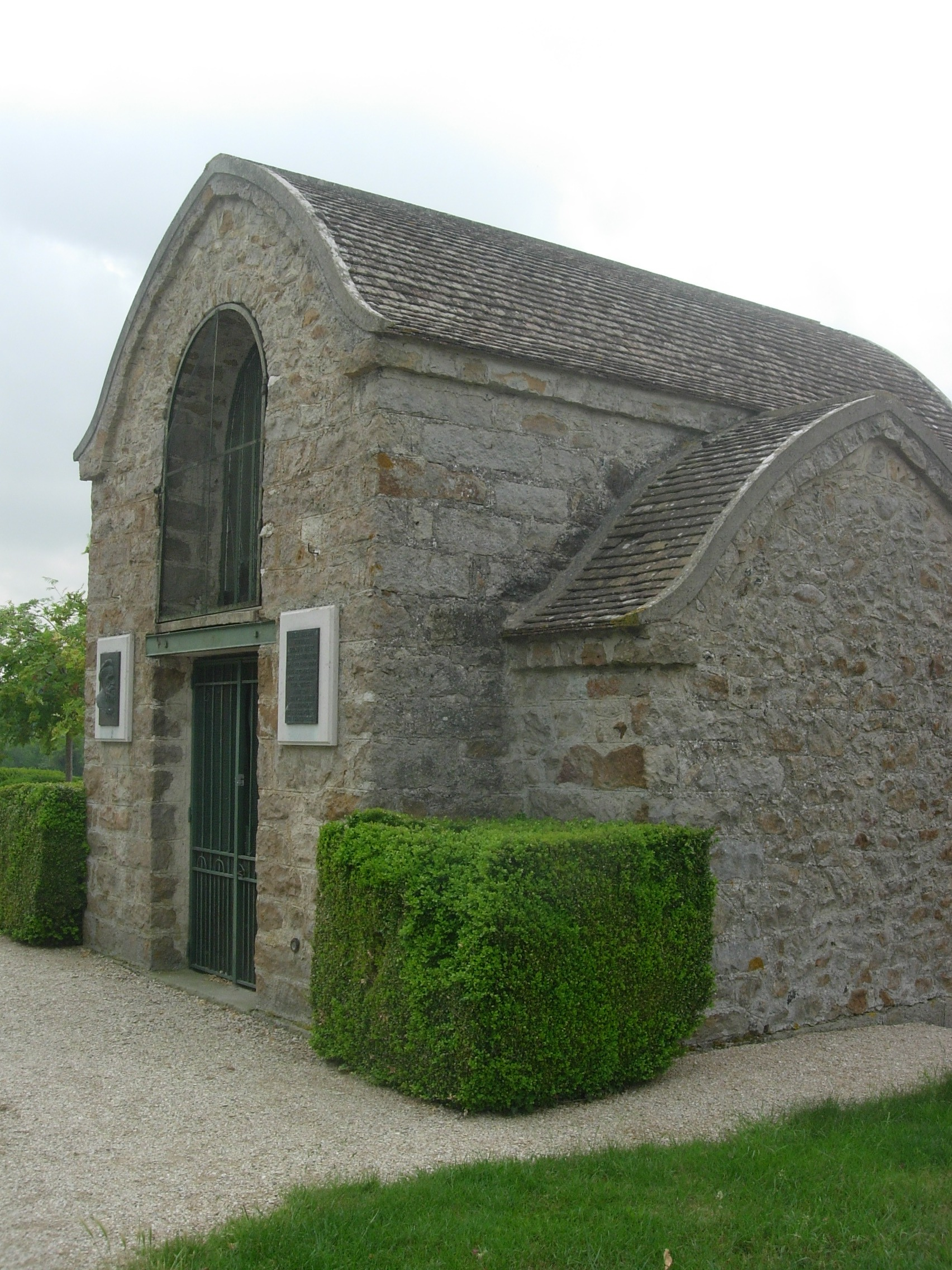
Chapelle dédiée à Alfred Boucher
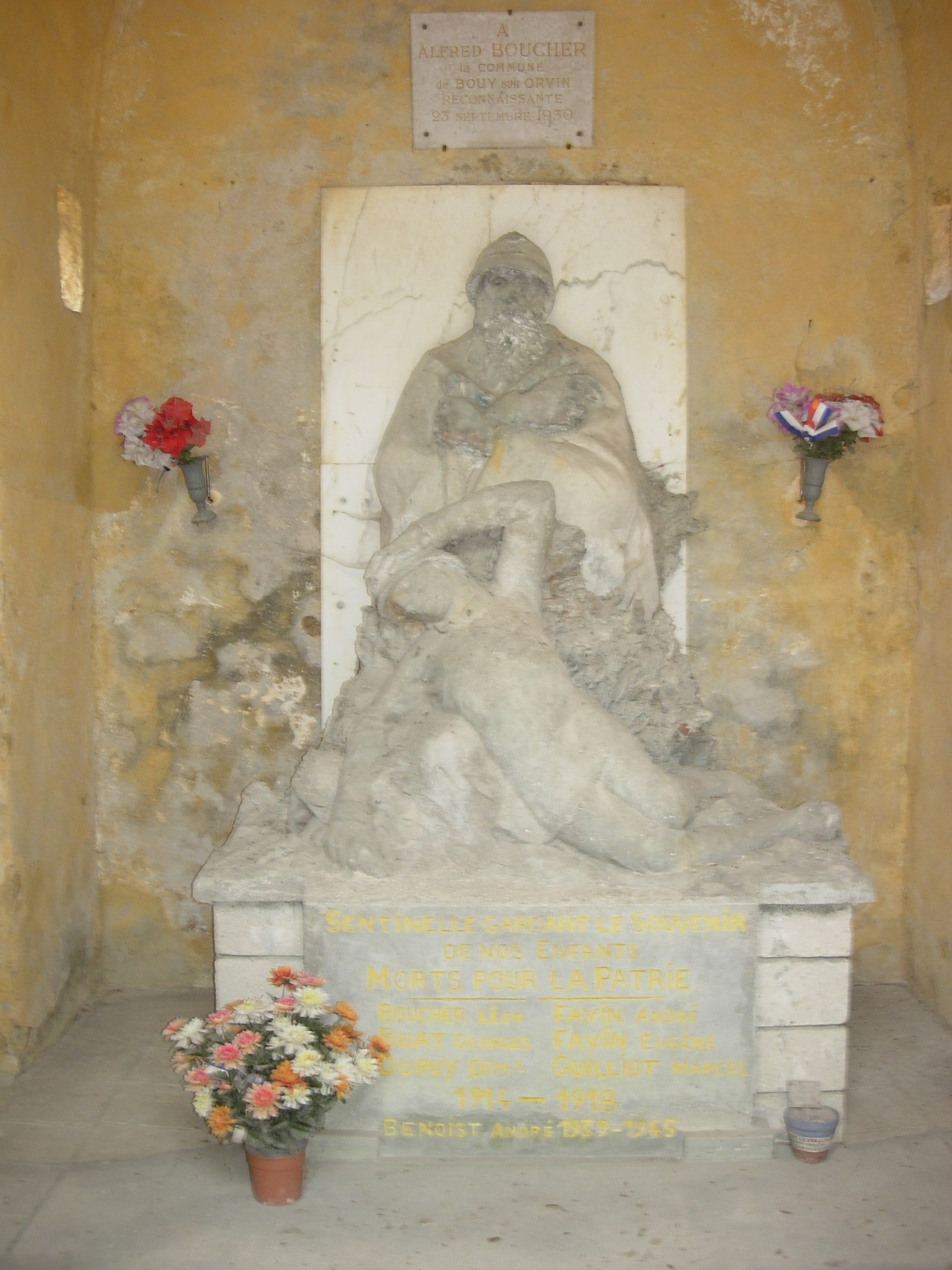
Intérieur de la chapelle dédiée à Alfred Boucher.
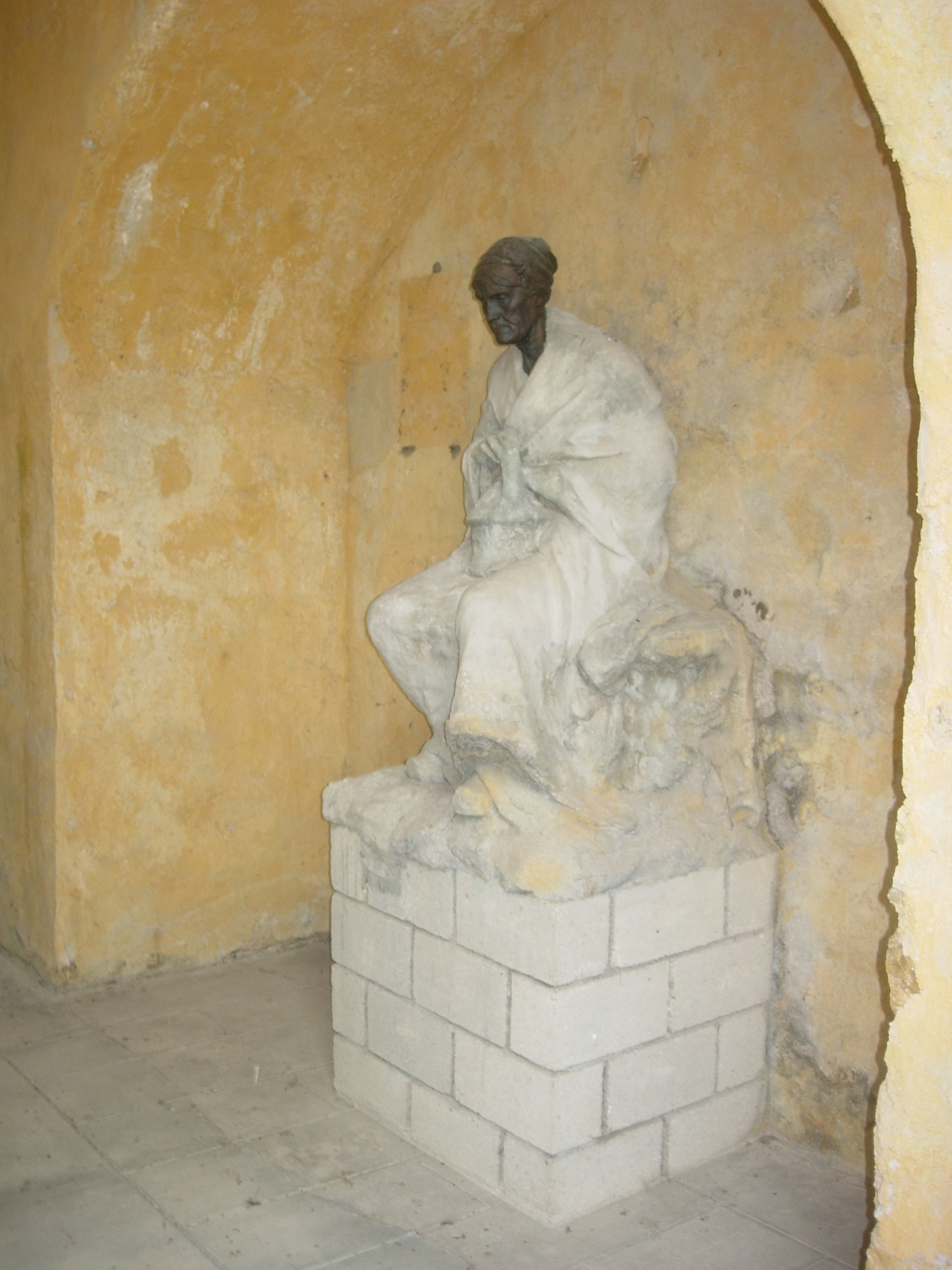
Intérieur de la chapelle dédiée à Alfred Boucher.

### Personnalités liées à la commune
Alfred Boucher, sculpteur et artiste peintre, né dans la commune en 1850.

## Héraldique
| Blason de Bouy-sur-Orvin | Blason  | Tiercé en pairle renversé: au 1) de gueules à deux ciseaux de sculpteurs d'argent, emmanchés d'or et passés en sautoir les lames vers la pointe, au 2) d'or à un ours assis de tenné, au 3) de sinople à la fasce ondée d'argent chargée d'une fasce ondée d'azur accompagnée en chef de sept épis de blés d'or posés en éventail et liés de gueules. |
| Blason de Bouy-sur-Orvin | Détails | Adopté le 14 mars 2024. |